# Shrinivási

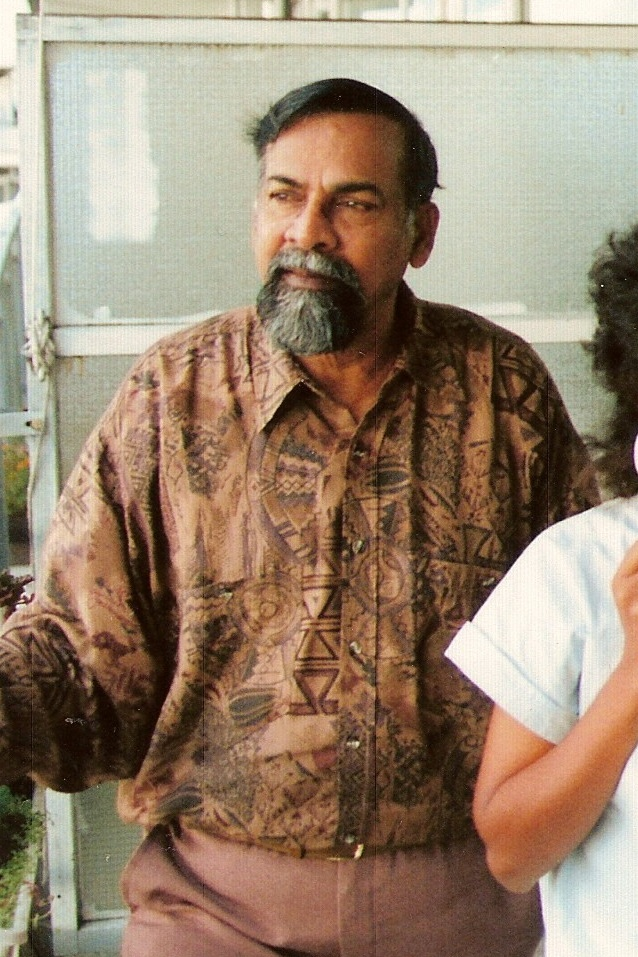
Shrinivási (1989)

Shrinivási (geb. op de grond Vaderszorg, Kwatta, in het district Beneden-Suriname, 12 december 1926 - Willemstad (Curaçao), 26 januari 2019) was een Surinaams dichter, wiens burgerlijke naam luidt Martinus Haridat Lutchman. Zijn pseudoniem betekent: edele bewoner van Suriname. Hij geldt als een van de grootste dichters die Suriname ooit heeft voortgebracht en is misschien wel de belangrijkste Nederlandstalige dichter van Suriname.

## Leven en werk
Zijn werk liet Shrinivási aanvankelijk verschijnen onder het pseudoniem Fernando, maar later koos hij definitief voor Shrinivási. Zijn werk verscheen in de tijdschriften Tongoni, Soela en Moetete. Zijn eerste bundel kwam uit in 1963: Anjali. Deze was de voorbode van een reeks bundels met veel poëzie van uitzonderlijke kwaliteit waarvan de voornaamste zijn: Pratikshā (1968), Dilākār (teken van het hart) (1970), Om de zon (1972) en Oog in oog (frente a frente) (1974), Sangam (Ontmoeting) (1991). Shrinivási heeft een beperkt aantal gedichten geschreven in het Hindi en Sarnami (in Pratikshā staat het eerste gedicht dat ooit in deze taal werd geschreven), het merendeel van zijn werk schreef hij in het Nederlands. Zowat alle emoties die met het wel en wee van Suriname samenhangen zijn in zijn poëzie terug te vinden. Hij staat bekend als de 'dichter van de ontmoeting', maar schreef ook uitermate cynisch over zijn land. Hij woonde over verschillende periodes buiten Suriname (met name op Curaçao en in Nederland) en maakte grote reizen, ervaringen die de niet eng-nationalistische wijze van waarnemen hebben bepaald. Naast Suriname zijn vast terugkerende elementen: liefde, kinderen, grenzen, dood en het universele van culturen. Een grote bloemlezing uit zijn poëzie werd samengesteld en ingeleid door Geert Koefoed, Een weinig van het andere (1984).
Shrinivási schreef ook een klein aantal verhalen die sterk bepaald zijn door metaforisch taalgebruik.
Belangrijk is de bloemlezing uit de Surinaamse poëzie die hij samenstelde: Wortoe d'e tan abra (Woorden die overblijven, 1970, uitgebreid in 1974). Hij maakte deel uit van de redactie van het tijdschrift Moetete (1968) en stelde met Thea Doelwijt de collectie Rebirth in words (1981) samen. Shrinivási was een vaak geziene gast op scholen en werkte mee aan poëzieprojecten. Hij droeg ook bij aan de Engelstalige bloemlezing uit de Surinaamse literatuur Diversity is power (2007).
Zijn werk werd enkele malen bekroond, onder meer met de Gouverneur Currie-prijs (1974) en de Staatsprijs voor Literatuur 1989-1991. In 2002 ontving hij de Vedantaprijs van de Stichting Jnan Adhin Fonds. Ram Soekhoe en Elles Tukker maakten voor OHM (de Omroep Hindoe Media) in 2001 de film Verlangen niet en eindelijk geen verdriet over hem.

## Over Shrinivási
- Geert Koefoed, Inleiding tot Een weinig van het Andere (1984).
- Een portret in beeld en tekst van Shrinivási is opgenomen in: Michel Szulc-Krzyzanowski (fotografie) & Michiel van Kempen (tekst), Woorden die diep wortelen. Tien vertellers en schrijvers uit Suriname. Amsterdam: Voetnoot, 1992, pp. 173–197.
- Michiel van Kempen, 'Shrinivási.' In: Kritisch Lexicon van de Moderne Nederlandstalige Literatuur, no. 51, november 1993. (met uitvoerige primaire en secundaire bibliografie)
- Hermien Gaikhorst (met een bijdrage van Geert Koefoed), Bloemlezing uit de moderne Surinaamse literatuur. Paramaribo: Publishing Services Suriname, 1995, pp. 53–60.
- Michiel van Kempen, Een geschiedenis van de Surinaamse literatuur. Breda: De Geus, 2003, deel II, pp. 790–798, 924-925, 1065-1066.
- Peter Meel, 'De kracht van christelijk kolonialisme; Rooms-katholicisme en hindoeïsme in het werk van Bea Vianen en Shrinivási.' In: Wandelaar onder de palmen; Opstellen over koloniale en postkoloniale literatuur. Onder redactie van Michiel van Kempen, Piet Verkruijsse en Adrienne Zuiderweg. Leiden: KITLV Uitgeverij, 2004, pp. 465–477.
- Wim Rutgers, De dichter en het woord/ Kavi aur shabd; De Surinaamse dichter Shrinivási en zijn vaderland. [Paramaribo]: Surinaamse vereniging van Neerlandici, [2004].
- Shrinivási 80 Jubileumbundel. Onder redactie van Michiel van Kempen & Effendi N. Ketwaru. Paramaribo 2006. [Met bijdragen van Els Moor, Antoine de Kom, Chitra Gajadin, Bhai, Effendi N. Ketwaru, Rudy Bedacht, Jit Narain, Ton Wolf, Wim Rutgers, Bernardo Ashetu, Orlando Emanuels en Michiel van Kempen.]